# Sandteichgebiet Ergänzung
Sandteichgebiet Ergänzung este o arie protejată (arie specială de conservare — SAC, sit de importanță comunitară — SCI) din Germania întinsă pe o suprafață de 173,7 ha, integral pe uscat.

## Localizare
Centrul sitului Sandteichgebiet Ergänzung este situat la coordonatele 51°44′50″N 13°48′36″E / 51.7472°N 13.81°E.

## Înființare
Situl Sandteichgebiet Ergänzung a fost declarat sit de importanță comunitară în martie 2004.

## Biodiversitate
Situată în ecoregiunea continentală, aria protejată conține 1 habitat natural: Pajiști cu Molinia pe soluri calcaroase, turboase sau argilos-nămoloase (Molinion caeruleae).
La baza desemnării sitului se află un număr nedeclarat de specii protejate.